# Provedor de Justiça (Moçambique)
O Provedor de Justiça de Moçambique é um órgão criado pela Constituição aprovada em 2004, "que tem como função a garantia dos direitos dos cidadãos, a defesa da legalidade e da justiça na actuação da Administração Pública".
"O Provedor de Justiça é eleito pela Assembleia da República... é independente e imparcial... aprecia os casos que lhe são submetidos, sem poder decisório, e produz recomendações aos órgãos competentes para reparar ou prevenir ilegalidades ou injustiças."
Até 2009, Moçambique não tem um Provedor de Justiça eleito.